# Max von der Grün
Max von der Grün, výjimečně uváděn i jako Max von der Gruen, (25. května 1926 Bayreuth, Výmarská republika – 7. dubna 2005 Dortmund, SRN) byl uznávaný německý humanitní spisovatel, čelný představitel tzv. literatury světa práce, člen Mezinárodního PEN klubu. Mezinárodní uznání si získal svými sociálně-kritickými romány, ve kterých odhaloval bezohlednost nekontrolovaného kapitalismu, nástrahy konzumerismu i nastupující globalizace. Úspěšné však byly i jeho reportážní publikace a knihy pro děti. Spolupracoval s rozhlasem a televizí, účastnil se řady veřejných diskuzí na téma sociální spravedlnosti.

## Rodina a dětství
Narodil se v bavorském Bayreuthu, svobodné matce Margaretě von der Grün, která byla jedním z potomků zchudlé francké šlechty rodu von der Grün. Biologický otec o chlapce nejevil zájem. Tím více tuto úlohu v Maxově životě zastával jeho bavorský dědeček a také jeho český otčím Albert Mark, který do rodiny přišel v Maxových šesti letech. Svého otčíma Max zcela přijal za svého otce a po celý život na něj vzpomínal jako na otce vlastního.
Část svého dětství prožil Max von der Grün na území Československa v pohraniční obci Pavlův Studenec na Tachovsku, na což později vzpomínal v autobiografickém románu Dva dopisy Pospischielovi. V něm se také často zmiňuje o Chebu. Souběžně Grün během dětství pobýval také v bavorském Schönwaldu a v bavorském Mitterteichu (Zemský okres Tirschenreuth).
Se sociálními otázkami byl Max konfrontován už během dospívání. Rodina byla chudá, navíc protestanti mezi téměř samými katolíky. Albert Mark později přijal víru svědků Jehovových, za což byl na podzim roku 1938 zatčen gestapem a uvězněn v koncentračním táboře. Matka ani prarodiče jeho víru nepřijali; i oni ale byli protinacisticky orientováni. V protinacistickém duchu byl vychováván i Max. Existovalo tedy hned několik příčin, proč byla rodina vystavována opakované společenské ostrakizaci.
V českém prostředí jsou Grünovy vzpomínky na dětství v Sudetech historicky cenné právě z toho důvodu, že situaci popisují z pohledu perzekvované antifašistické menšiny místních Němců. Český čtenář tak má ojedinělou možnost sledovat dobové události nejen z pohledu vyhnaných Čechů nebo prostřednictvím dobových propagandistických fotografií místních nacistů. Grün tuto mozaiku doplňuje o příběhy utrpení početně malé skupiny v Česku žijících Němců, kteří republiku nezradili a trpěli za to.
Mladý Max se i přes vynikající školní výsledky z výše uvedených důvodů nedostal na gymnázium a začal se učit obchodu v německé pohraniční porcelánce. V roce 1943 vstoupil do německé armády, kde sloužil jako radiotelegrafista. Už o rok později se ale v Bretani dostal do amerického zajetí, ze kterého se domů vrátil v roce 1946.

## Dělníkem v poválečném Německu
V rozvráceném německém hospodářství zpočátku těžko nalézal uplatnění. Nakonec reagoval na výzvu, že v Porúří na západě Německa je dostatek pracovních příležitostí v hornictví. Odešel proto z rodného Bavorska a začal v Dortmundu pracovat na šachtě jako dělník v hlubinném dole.
Okamžitě si začal všímat toho, jak je zde tzv. německý hospodářský zázrak vykupován špatnými pracovními podmínkami, ignorováním bezpečnosti práce a tlakem na výkon a jak je vše podřízeno maximalizaci zisku. Začal v sobě pociťovat potřebu vypsat se z událostí, které na dole zažil, čímž začala vznikat jeho první drobná díla. Současně se začal stýkat s dalšími podobně smýšlejícími dělnickými intelektuály.

## Založení Skupiny 61 a sociálně-kritické romány
V roce 1961 stál Grün spolu s dalšími u zrodu literární skupiny Dortmunder Gruppe 61, která si kladla za cíl upozorňovat prostřednictvím angažované literatury na sociální problémy a nespravedlnost v prostředí nekontrolovaného kapitalismu. Nešlo o kritiku volného trhu, ale o kritiku systému, který je kvůli zisku ochoten ignorovat občanská práva, zásady bezpečnosti a v širším důsledku dělá z jednotlivých pracovníků pouhé nástroje nadnárodních korporací. Současně s tím kritizoval i nefunkčnost dělnických odborů a také komunistickou diktaturu proletariátu.
V tomto duchu zpracoval už své první dva romány Muži v hluboké tmě (1962) a Bludička a oheň (1963). Jejich základem jsou autorovy osobní prožitky v důlním prostředí, zpracované literární formou. Kvůli románu Bludička a oheň nakonec Grün také přišel o práci na dole. Bývalý zaměstnavatel ho propustil kvůli nedostatečné loajalitě a snažil se i soudně zakázat šíření Grünova díla. Soud ovšem prohrál a z románu Bludička a oheň se stal mezinárodní bestseller. Max von der Grün se díky tomu mohl stát spisovatelem na volné noze.
Ve svém třetím románu Dva dopisy Pospischielovi (1968) spojil Grün kritiku nadnárodní oligarchie s temnou minulostí německého nacismu, jehož sympatizanti se v tehdejším Západním Německu opět dostávali do významných společenských pozic. Na příkladu své vlastní rodiny v knize formou románového příběhu staví do protikladu tradiční morální hodnoty a hodnoty spotřebního kapitalismu. Témata sociální spravedlnosti a humanismu pak Max von der Grün kriticky rozvíjel i ve svých dalších dílech.

## Přehled knih vydaných v češtině
- Bludička a oheň. Melantrich, Praha, 1968.
- Muži v hluboké tmě. Práce, Praha, 1970.
- Dva dopisy Pospischielovi. Svoboda, Praha, 1972.
- Místy náledí. Mladá fronta, Praha, 1976.
- Spáleniště. Melantrich, Praha, 1984.
- Lavina. Melantrich, Praha, 1989.
- Dva dopisy Pospischielovi. Doplněné vydání. NZB, Praha, 2015.

## Ocenění (výběr)
V rodném Německu získal během svého života celou řadu ocenění. Dnes je v Německu po Maxi von der Grünovi pojmenováno několik škol, náměstí, ulic a stezek.
Od roku 1964 až do své smrti v roce 2005 byl členem Mezinárodního PEN klubu, prestižního mezinárodního sdružení spisovatelů.

### Ocenění se vztahem k Československu
- 1967: Čestné uznání diváků na IV. mezinárodním televizním festivalu v Praze za námět Bludička a oheň.
- 1978: Cena diváků na mezinárodním televizním festivalu v Praze za knižní námět Krokodýlové z předměstí.